# Produit minimum viable
Pour les articles homonymes, voir MVP.

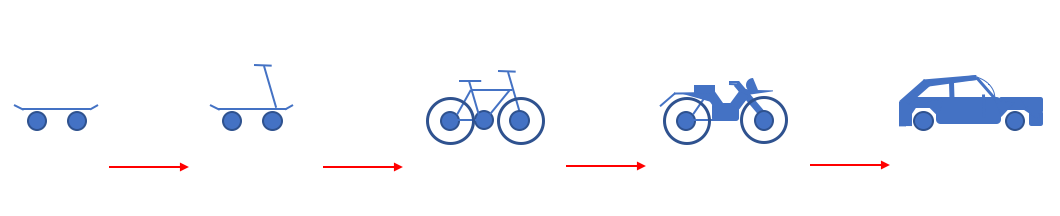
Un diagramme qui illustre comment commencer à développer et lancer un produit minimum viable en implémentant d’abord le produit le plus simple avec la fonctionnalité la plus essentielle qui rend le premier produit déjà utilisable.

Dans le cadre de la conception de produit, le produit minimum viable (ou MVP, de l'anglais : minimum viable product) est la version d'un produit qui permet d'obtenir un maximum de retours client avec un minimum d'effort. Par extension, il désigne aussi la stratégie utilisée pour fabriquer, tester et mettre sur le marché ce produit,. L'intérêt du produit minimum viable est d'évaluer la viabilité d'un nouveau modèle d'entreprise.
Des méthodologies comme le lean startup ou les méthodes agiles accordent une place importante au produit minimum viable,.

## Historique
Créée par Frank Robinson en 2001, l'expression « produit minimum viable » est popularisée par Eric Ries et Steve Blank (en) comme un concept important du lean startup,.

Des interprétations divergentes du terme « minimum » dans l'expression « produit minimum viable » sont à l'origine de plusieurs redéfinitions de ce concept. En 2009, Ries et Blank évoquent un effort et des fonctionnalités minimales,,, tandis que d'autres auteurs évoquent ultérieurement des exigences minimales, une organisation de valeur minimale ou une implémentation la plus petite possible.

## Utilisation
Le produit minimum viable est utilisé pour le développement de nouveaux modèles d'entreprise et de nouveaux produits. 

## Critiques
L'efficacité du produit minimum viable est remise en cause au profit d'autres stratégies de développement telles que le Minimum Awesome Product.